# スフェノスクス亜目
スフェノスクス亜目 (Sphenosuchia) は、三畳紀中期からジュラ紀中期にかけて繁栄したワニ形上目の分類群。

## 概要
殆どが小型で、頭部こそワニだが、四肢は長く小型の恐竜のようであったとされる。最初に現れたスフェノスクス類はヘスペロスクスであり、2億2800万年前頃に生息した。最後に確認される種は1億6500万年前のジュンガルスクスである。また最も代表的な種はスフェノスクスである。